# Lumpkin County
Lumpkin County är ett administrativt område i delstaten Georgia, USA, med 29 966 invånare. Den administrativa huvudorten (county seat) är Dahlonega. 

## Geografi
Enligt United States Census Bureau så har countyt en total area på 738 km². 737 km² av den arean är land och 1 km² är vatten.

### Angränsande countyn
- Union County, Georgia - nord
- Vita County, Georgia - öst
- Hall County, Georgia - sydost
- Dawson County, Georgia - väst
- Fannin County, Georgia - nordväst